# Upravljanje pravic digitalnih vsebin
Upravljanje pravic digitalnih vsebin (znano tudi pod angleškim izrazom Digital rights management s kratico DRM) je skupek tehnik za nadzor dostopa, namenjen omejevanju uporabe lastniške strojne opreme ali avtorsko zaščitenih del, ki se distribuirajo digitalno. Tehnologija je oblikovana tako, da poskuša skladno s politiko izdajatelja nadzorovati uporabo, spreminjanje in distribucijo avtorsko zaščitenih del (kot sta programska oprema in multimedijska vsebina), kot tudi sistemov v napravah za uveljavljanje nadzora. Izdajatelji, ki uporabljajo model omejene distribucije v zaprtih sistemih, se zanašajo na DRM za ohranjanje nadzora nad svojo intelektualno lastnino. Nasprotje je model množičnejše distribucije prek odprtih omrežij z manjšo stopnjo ali celo odsotnostjo nadzora, ki se mu nekateri lastniki avtorskih pravic zavestno odpovedo.

## Praktična izvedba
Enoten standard za DRM ne obstaja, prav tako se izvedba nekoliko razlikuje glede na tip vsebine (programi, multimedijske vsebine, elektronski dokumenti, televizijski program), v osnovi pa predstavlja temelj programska oprema, ki identificira uporabnika in vzpostavi povezavo med uporabnikom, zahtevano vsebino ter zakupljenimi pravicami zanjo. Vsebuje tudi mehanizme za sklepanje pogodbe (zakup vsebine) in dostavo vsebine uporabniku. V sodobnem času postopek poteka v realnem času prek internetne povezave, nadzoruje ga izdajateljev strežnik, ki vsebuje podatke o uporabnikih. Srežnik komunicira z uporabnikovim programom oz. napravo za prikazovanje vsebine (odjemalcem) in lahko prek nje omeji, kaj bo lahko uporabnik z vsebino počel (kopiral, razširjal, tiskal, spreminjal itd.). Postopki avtentikacije običajno zahtevajo povezavo z internetom vsaj ob prvi uporabi, v nekaterih primerih pa vsakič in ves čas uporabe.
Digitalna vsebina v shemah DRM je lahko pred prenosom k odjemalcu šifrirana in/ali opremljena s trajnim žigom, ki omogoča sledljivost. Odšifrira jo odjemalec s ključem, ki ga po preverjanju licence posreduje strežnik.

## Razširjenost in pravni status
Upravljanje pravic digitalnih vsebin pred dobo interneta je bilo omejeno na zaščito pred kopiranjem nosilcev podatkov in sisteme kod za uporabo programov. Povezljivost računalnikov in skrajno enostavno kopiranje datotek pa sta v 21. stoletju praktično onemogočila uveljavljanje avtorskih pravic.
Prvi so se odzvali veliki založniki programske opreme in njihovi zagovorniki; ključno vlogo je imel pravnik Bruce Lehmann, ki je zagovarjal strogo regulacijo interneta za uveljavljanje licenc vsebin. Nekatere bistvene točke njegovih zamisli je sprejela Svetovna organizacija za intelektualno lastnino (WIPO), ki postavlja mednarodne standarde za avtorske pravice. Nova pravila je v ameriško zakonodajo vključil ameriški Kongres z zakonom Digital Millennium Copyright Act (DMCA) leta 1998. Ta med drugim kriminalizira načine, s katerimi je možno zaobiti sisteme DRM, ne glede na to ali je posledica njihove uporabe kršitev avtorskih pravic ali ne. Tudi evropska direktiva o avtorskih pravicah je vnesla določila WIPO v pravni red Evropske unije, vključno z določili o varstvu podatkov o upravljanju pravic. Vendar pa je kasneje Evropsko sodišče prepovedalo mehanizme za preprečevanje prenašanja licenc za dela, kot so videoigre, med uporabniki in določilo tudi, da je v določenih primerih legalno zaobiti DRM.
DRM je zasnovan tako, da v odnosu med lastnikom avtorskih pravic in uporabnikom daje praktično vso moč lastniku. To odpira mnoga še nerazrešena pravna vprašanja, kot je poseganje v pravico ustvarjanja varnostnih kopij za osebno rabo, omejevanje poštene uporabe in ignoriranje drugih omejitev avtorskih pravic.

## Kritike
Kritiki trdijo, da je DRM neučinkovit pri preprečevanju nelegitimnega kopiranja in razširjanja avtorskih del ter da namesto tega služi v praksi predvsem za omejevanje inovativne rabe teh del in z zakonom določenih pravic potrošnikov, kot je ustvarjanje varnostnih kopij. Richard Stallman je koncept zato prekrstil v Upravljanje digitalnih omejitev (angleško Digital Restrictions Management). Druga vrsta pomislekov se nanaša na varstvo zasebnosti: če sistem DRM zahteva identifikacijo uporabnika vsakič, ko ta uporablja delo, to nadzorniku sistema omogoči profiliranje uporabnikov še natančneje kot denimo banke pri uporabnikih plačilnih kartic. Sistemi DRM so zaprti in pogosto ni možno enostavno ugotoviti niti, kateri podizvajalec izdajatelja je odgovoren zanje, kar otežuje ugotavljanje morebitnih zlorab.
Praktična posledica zaprtosti sistemov DRM in njihove nepreglednosti je tudi varnostno tveganje za uporabnika. Zgradba programske opreme za DRM je skrivnost, lahko pa je ranljiva za hekerje. Leta 2005 je izbruhnil škandal, ko je v javnost prišel podatek, da je založba Sony DMG na svoje glasbene CD-je vključila programsko opremo XCP za preprečevanje kopiranja. Program se je brez uporabnikove vednosti namestil ob vstavitvi CD-ja v računalnik in spremenil sistemske nastavitve, da je prikril svoje delovanje, kar so lahko izkoristili ustvarjalci zlonamerne programske opreme za razširjanje svojih stvaritev. Primer se je končal s tožbo, v kateri se je založnik pogodil s tožniki in ponudil vsem kupcem povrnitev kupnine.
Uporaba DRM spreminja tudi področja uporabe avtorskih del, ki jih običajno ne povezujemo z internetom. Z razmahom elektronskih knjig in sistemi upravljanja pravic zanje denimo postajajo običajni dogodki, kakršni so za tradicionalno razumevanje knjig nepojmljivi. Podjetje Amazon.com je že leta 2009 vzbudilo pozornost z enostranskim izbrisom izvodov knjige 1984 z bralnikov kupcev, saj naj bi imel izdajatelj nerazčiščene avtorske pravice za delo. Ironične povezave z zgodbo tega romana, ki opisuje sistem vseprisotnega »velikega brata«, niso ušle komentatorjem. Podjetje Microsoft je leta 2019 oznanilo, da ukinja servis prodaje elektronskih knjig prek svoje Trgovine Windows; ker s tem ugaša tudi sistem upravljanja pravic, to pomeni, da bodo vse knjige, ki jih imajo uporabniki zakupljene in nameščene v e-bralnikih, prenehale delovati.